# Howard Finkel
Howard Finkel (7 tháng 6 năm 1950 - 16 tháng 4 năm 2020) là một xướng ngôn viên đấu vật chuyên nghiệp người Mỹ, được biết đến trong thời gian ông xuất hiện tại WWE. Ông bắt đầu làm việc cho World Wide Wrestling Federation (WWWF) của Vince McMahon Sr. vào năm 1975, trở thành người đầu tiên được tuyển dụng và là nhân viên tồn tại lâu nhất trong lịch sử tập đoàn (40 năm).
Bắt đầu công việc xướng ngôn viên từ năm 1977, Finkel nhanh chóng trở thành người chịu trách nhiệm chính trong những sự kiện lớn nhất của WWF (tên gọi sau này của WWWF, trước khi được thay đổi thành WWE). Trong suốt sự nghiệp của mình, giọng nói đặc biệt của Finkel đã được sử dụng trong những đoạn giới thiệu cho nhiều chương trình truyền hình khác nhau của công ty. Lời thông báo đặc trưng của Finkel là khi tuyên bố về một nhà vô địch mới sau khi một danh hiệu đã được thay đổi chủ nhân, trong đó ông sẽ nhấn mạnh vào từ "new", để thu hút sự phấn khởi từ đám đông.
Ngoài vai trò của một xướng ngôn viên, Finkel cũng tham gia vào công tác phát triển tài năng và bộ phận sáng tạo trong những năm đầu của WWF, bao gồm việc đóng góp ý tưởng cho tên gọi của sự kiện lớn nhất năm của công ty WrestleMania, và tiếp tục công việc hậu trường cho WWE trong những năm về sau. Ngoài ra, ông còn thỉnh thoảng tham gia vào một số cốt truyện liên quan đến những đấu vật cũng như những xướng ngôn viên khác trên sàn đấu. Kể từ thập niên 2000, Finkel hạn chế công việc xướng ngôn viên, mặc dù vẫn xuất hiện và tham gia vào những sự kiện lớn hoặc kỷ niệm quan trọng của WWE. Năm 2009, ông đã được vinh danh vào WWE Hall of Fame.

## Đầu đời
Finkel là người gốc New Wark, New Jersey và lớn lên là người Do Thái.

## Sự nghiệp

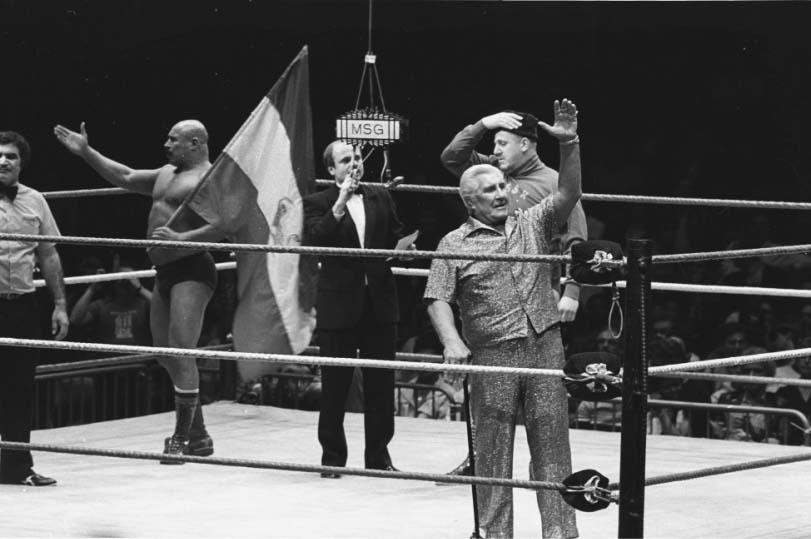
Finkel (giữa) giới thiệu về các đối thủ tham gia trận đấu tại Madison Square Garden

Finkel, ra mắt là xướng ngôn viên võ đài tại Madison Square Garden vào ngày 17 tháng 1 năm 1977. Đến năm 1979, ông là thành viên chính của World Wide Wrestling Federation cho các sự kiện lớn nhất của công ty. Ông trở thành nhân viên của Titan Sports lần đầu vào ngày 1 tháng 4 năm 1980 và phục vụ công ty này lâu nhất. Trong suốt sự nghiệp của mình, giọng nói truyền cảm của ông đôi khi được sử dụng trong chuỗi danh hiệu cho các chương trình truyền hình khác nhau. Lời nói đặc trưng của ông là thông báo của mình về một nhà vô địch mới sau khi giành được danh hiệu, trong đó ông sẽ nhấn mạnh vào từ "new" để thu hút sự chú ý của khán giả. Ông cũng là người tham gia đặt tên cho sự kiện "WrestleMania" cũng như biệt danh "Dragon" của Ricky Steamboat. Năm 1984, ông trở thành xướng ngôn viên chính của WWF, thay thế Joe McHugh vừa nghỉ hưu. Trong một cuộc phỏng vấn vào năm 2011, ông nói rằng ông và kiến thức lịch sử của mình đã đóng một phần trong các quan hệ tài năng và các bộ phận sáng tạo trong những ngày đầu của WWF.
Vào ngày 19 tháng 1 năm 1987, Finkel được trình bày một phần bởi Gene Okerlund, kỷ niệm 10 năm làm xướng ngôn viên tại Madison Square Garden. Vào năm 1993, tại "Roman" - theo chủ đề WrestleMania IX, ông được giới thiệu vào toga là Finkus Maximus.
Năm 1995, Finkel mất bảy tháng từ xướng ngôn viên võ đài tại xem-trả-tiền và truyền hình trực tiếp (nhưng không phải là house shows) và được thay thế bởi Manny Garcia. Ông trở lại làm xướng ngôn viên toàn-thời gian tại Royal Rumble 1996.

### Cốt truyện
Là một xướng ngôn viên, Finkel thường không liên quan tới kịch bản, nhưng đôi khi ông trở thành một phần trong cốt truyện của công ty. Vào tháng 11 năm 1990, Finkel đã đóng vai trò tiền tuyến trong việc Curt Hennig đánh bại Kerry Von Erick để giành đai WWF Intercontinental Championship sau khi ông nhận hối lộ từ Ted DiBiase (người mà Von Erick đã tấn công trong The Brother Love Show) để cho ông ta tiếp quản xướng ngôn viên võ đài cho trận đấu. DiBiase cuối cùng đã giúp Hennig giành được đai bằng cách đánh Von Erick bằng đai vô địch và chế nhạo anh ta về thất bại của mình.
Năm 1992 chứng kiến sự khởi đầu của mối thù với người quản lý Dr. Harvey Wippleman, người thường xuyên phàn nàn về phát ngôn của Finkel. Năm 1992, Finkel bị tấn công bởi đô vật Kamala của Wippleman. Tại WrestleMania X, Wippleman đá mắng Finkel và xé một phần bộ tuxedo của ông, và khiến ông đẩy người quản lý xuống đất. Điều này dẫn đến trận đấu đầu tiên của Finkel vào ngày 9 tháng 1 năm 1995, trong Monday Night Raw, ông thắng trong trận texudo, bằng cách lột quần lót của đối thủ.
Finkel dính vào mối thù giữa X-Pac và Jeff Jarret, khi Jarret cạo đầu Finkel gần như hói. Mối thù lên đến đỉnh điểm trong trận đấu Tóc với Tóc tại SummerSlam 1998, với Finkel ở phía X-Pac. X-Pac đã thắng trận đấu và Finkel hỗ trợ anh ta cắt tóc Jarret.
Vào tháng 8 năm 1999, Finkel trở thành tay sai của Chris Jericho mới ra mắt gần đây. Vào ngày 26 tháng 8 trong tập đầu tiên của WWF SmackDown, Jericho khuyến khích Finkel tấn công xướng ngôn viên SmackDown Tony Chimel và lấy lại vị trí xướng ngôn viên của mình. Finkel chạy xuống lối đi, đẩy Chimel và ra lệnh ông ta đứng sang một bên. Khi Finkel bắt đầu thông báo, Chimel đã ném Finkel ra khỏi võ đài. Trong khi Jericho giúp Finkel ở phía sau, họ băng qua những con đường với Ken Shamrock, người chen lấn với Jericho. Jericho thuyết phục Finkel đánh lạc hướng Shamrock trong trận đấu của mình. Sau khi Finkel mắng Shamrock, Shamrock bắt đầu vặn ngón tay của Finkel, giúp Jericho đánh Shamrock từ đằng sau với một chiếc ghế thép. Vài tuần sau, Finkel giờ là El Dopo, trở thành một trọng tài đeo mặt nạ, người điều hành không công bằng trong trận đấu của Shamrock, và khiến Curtis Hughes thắng. SmackDown! ngày 14 tháng 10, Jericho đánh bại Hughes với sự giúp đỡ từ Finkel, nhưng để Finkel bị đánh bởi Hughes sau trận đấu. Bốn ngày sau trong Monday Night Raw, Hughes đặt cược và thua Finkel trong một ván bài, vào The Acolytes.
Trong Raw tháng 8 năm 2002, Finkel quay gót và bắt đầu mối thù ngắn với xướng ngôn viên Raw Lilian Garcia qua vị trí dẫn đầu, trước khi bị tấn công bởi 3-Minute Warning. Tuần sau, Garcia đánh bại Finkel trong một bộ váy dạ hội/tuxedo với sự trợ giúp từ Trish Status và Stacy Keibler, những người bị Finkel xúc phạm. 

### 2000 - 2020
Đến năm 2000, công việc của Howard Finkel nhẹ hơn, với việc bổ sung các xướng ngôn viên Lilian Garcia và Tony Chimel vào Raw và SmackDown, nhưng ông vẫn thông báo một số sự kiện pay-per-view cho WWF/E.
Năm 2006, Finkel hiếm khi xuất hiện tại sự kiện đấu vật chuyên nghiệp pay-per-view. Tuy nhiên, ông thường xuyên xướng ngôn tại các chương trình gia đình và giới thiệu WWE Hall of Fame tại WrestleMania. Bản thân Finkel được giới thiệu vào ngày 4 tháng 4 năm 2009 bởi "Mean" Gene Okerlund. Bởi vì Finkel là một trong những người được giới thiệu năm đó, xướng ngôn viên SmackDown Justin Roberts thay thế ông trong việc giới thiệu tại WrestleMania XXV. Sự xuất hiện trên truyền hình của ông ít hơn, với mức chi trả cho pay-per-view và các tập thường xuyên của Raw và SmackDown. Finkel xuất hiện tại mọi WrestleMania từ 1985 đến 2016.

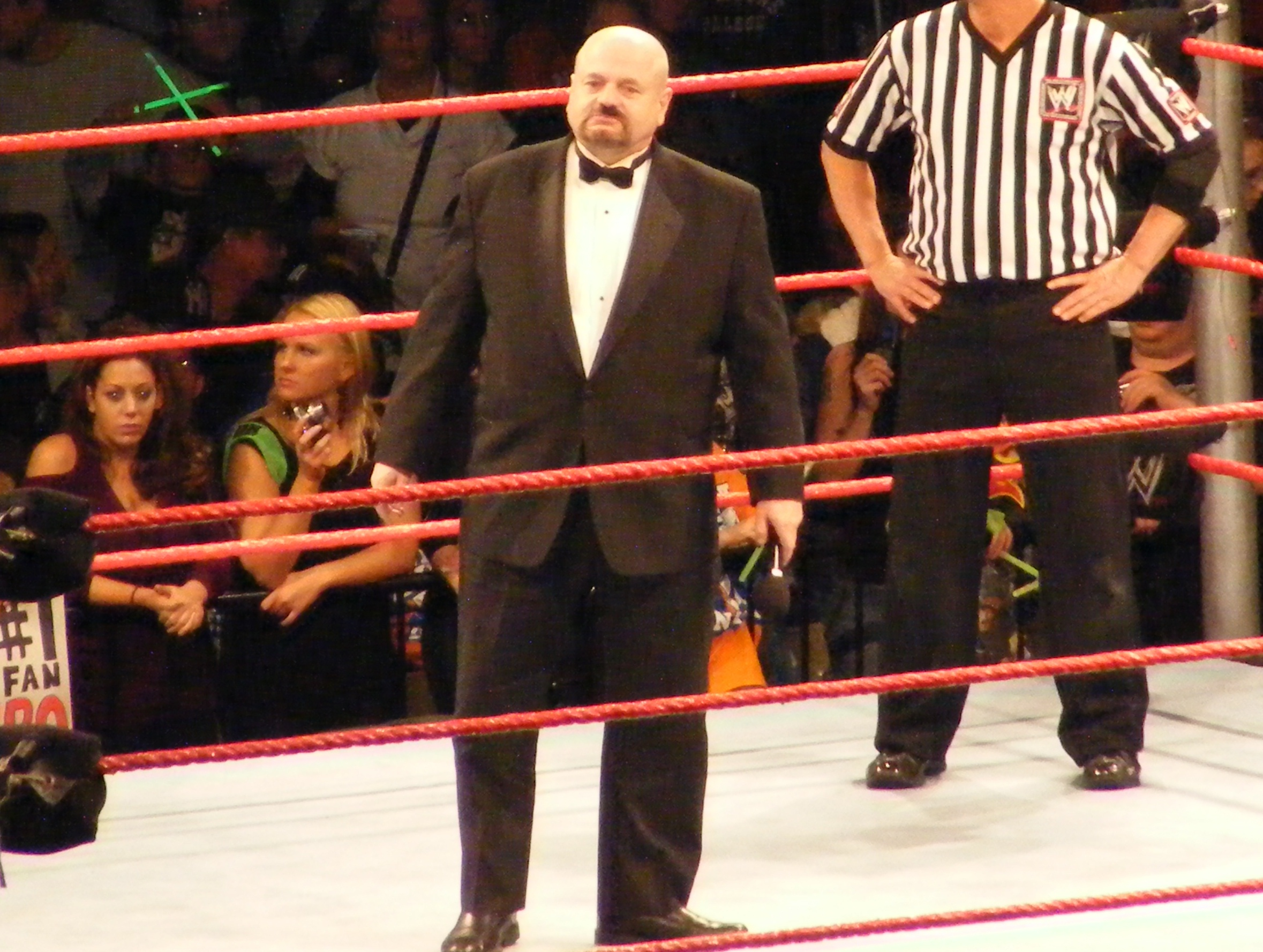
Finkel trên võ đài năm 2009

Finkel lồng tiếng trong phần giới thiệu cho chương trình video WWE.com, The Dirt Sheet, và cũng thực hiện các cuộc phỏng vấn cho các chương trình WWE.com khác nhau. Ông là thống kê trưởng của WWE. Vào ngày 7 tháng 9 năm 2009, ông xướng ngôn trong chương trình khách mời đặc biệt của Bob Barker, The Price is Rightpinsired. Ông trong bối cảnh của lễ kỷ niệm Thập kỷ SmackDown vào ngày 2 tháng 10.
Finkel trở lại xướng ngôn (chỉ trong một đêm) vào ngày 15 tháng 11 năm 2010 trong "Old School" của Raw. Ông xuất hiện một lần trên NXT trong cuộc phỏng vấn "Outthink the Fink". Trong một cuộc phỏng vấn vào ngày 28 tháng 3 năm 2011, Finkel tuyên bố thành tích yêu thích công bố tại WrestleMania III trước hơn 93,000 fans.
Vào ngày 20 tháng 11, tại Survivor Series ở Madison Square Garden, Finkel là xướng ngôn viên đặc biệt cho CM Punk trong trận WWE Championship với Alberto Del Rio.
Vào ngày 10 tháng 4 năm 2012, Finkel xuất hiện trong "Vụ nổ quá khứ" của SmackDown.
Vào ngày 23 tháng 7 năm 2012, Finkel là xướng ngôn viên võ đài đặc biệt trong tập 1000 của Raw.
Vào năm 2014, Finkel là một thành viên trong chương trình thực tế ban đầu của WWE Network Legend 'House. Ông cũng từng là xướng ngôn viên qua màn ảnh cho loạt phim hài The Edge and Christian Show. Finkel thương xuất hiện trong trang web WWE The JBL và Cole Show cho đến khi chương trình bị hủy năm 2015.
Vai trò của ông trong việc xướng ngôn Hall of Fame tại WrestleMania chuyển cho xướng ngôn viên khác trong WWE bắt đầu từ 2017.
Vào ngày 22 tháng 1 năm 2018, tại lễ kỷ niệm 25 năm của Monday Night Raw, Finkel là xướng ngôn viên giới thiệu The Undertaker, mặc dù đó là một bản ghi âm do ông không thể tham dự sự kiện.
Trong những năm cuối đời, Finkel làm việc trong hậu trường cho WWE.

## Qua đời
Finkel qua đời vào ngày 16 tháng 4 năm 2020, ở tuổi 69. Ông đã không được khỏe kể từ lần đột quỵ vào tháng 2 năm 2019. Trên podcast Something to Wrestle with Bruce Prichard, Prichard đề cập rằng Finkel là cư dân của một cơ sở sống một thời gian trước khi qua đời.

## Danh sách công việc
- Xướng ngôn viên WWF Superstars of Wrestling
- Xướng ngôn viên Heat
- Chủ trì Byte This
- Xướng ngôn viên Raw (1993-1997)
- Xướng ngôn viên SmackDown
- Xướng ngôn viên House show
- Xướng ngôn viên Madison Square Garden
- Bình luận viên Madison Square Garden
- Xướng ngôn viên WWE Hall of Fame (tại WrestleMania)
- Xướng ngôn viên Florida Championship Wrestling (FCW)

## Danh hiệu và thành tựu
- World Wrestling Entertainment
  - WWE Hall of Fame (2009)
- Wrestling Observer Newsletter
  - Wrestling Observer Newsletter Hall of Fame (2018)[5]